# إمباير ستات
إمباير ستات (بالإنجليزية: Empire State)‏ هو فيلم جريمة تم إنتاجه في الولايات المتحدة وصدر في سنة 2013. من بطولة ليام هيمسورث ودوين جونسون وإيما روبرتس.

## القصة
بعد فشل (كريس بوتاميتس) في دخول أكاديمية الشرطة يستقر في العمل كحارس أمنٍ بإحدى الشركات المهمة. يرتكب كريس غلطةً فادحةً عندما يقوم بنقل تفاصيل عمله لأعز أصدقائه (إيدي)، وبدون أن يدري يجد نفسه متورطًا في عملية سطوٍ مسلحٍ علي مكان عمله للقيام بسرقة أكبر مبلغٍ في التاريخ الأمريكي. وتتعقد الأحداث أمام العقبات التي تواجههم من أجل نجاح العملية بدون أن يتم القبض عليهما.

## الميزانية والإيرادات
بلغت تكلفة إنتاج الفيلم حوالي 11 مليون دولار بينما حقق أرباحا تقدر بـ 3,127,559 دولار.

## وصلات خارجية
- إمباير ستات على موقع IMDb (الإنجليزية)
- إمباير ستات على موقع روتن توميتوز (الإنجليزية)
- إمباير ستات على موقع نتفليكس (الإنجليزية)
- إمباير ستات على موقع قاعدة بيانات الأفلام العربية
- إمباير ستات على موقع ألو سيني (الفرنسية)
- إمباير ستات على موقع Turner Classic Movies (الإنجليزية)
- إمباير ستات على موقع أول موفي (الإنجليزية)
- إمباير ستات على موقع فيلمافينيتي (الإسبانية)
- إمباير ستات على موقع قاعدة بيانات الأفلام السويدية (السويدية)
- إمباير ستات على موقع قاعدة بيانات الفيلم (الإنجليزية)